# Piątek (nazwisko)
Piątek – polskie nazwisko, w Polsce nosi je ok. 20 tys. osób.
Osoby o nazwisku Piątek:
- Dariusz Piątek (ur. 1971) – polski polityk, urzędnik samorządowy, I wicewojewoda mazowiecki
- Grzegorz Piątek (ur. 1980) - polski architekt, krytyk i historyk architektury
- Jan Piątek (ur. 1941) – polski ksiądz, profesor filozofii
- Jan Piątek – polski nauczyciel i działacz społeczny
- Jarosław Piątek (ur. 1961) – polski historyk wojskowości, profesor
- Karol Piątek (ur. 1982) – polski piłkarz, obrońca lub pomocnik
- Kazimierz Jan Piątek (ur. 1886, zm. 1915) – polski oficer, kapitan, żołnierz Legionów Polskich
- Krzysztof Piątek (ur. 1995) – polski piłkarz, napastnik
- Leonard Piątek (ur. 1913, zm. 1967) – polski piłkarz, napastnik
- Łukasz Piątek (ur. 1985) – polski piłkarz, pomocnik
- Przemysław Piątek (ur. 1968) – polski prawnik, prokurator, zastępca Prokuratora Generalnego RP
- Tomasz Piątek (ur. 1974) – polski pisarz i dziennikarz
- Tomasz Piątek (ur. 1975) – polski hokeista i trener
- Waldemar Piątek (ur. 1979) – polski piłkarz, bramkarz
- Zbigniew Piątek (ur. 1966) – polski kolarz szosowy
- Zdzisław Piątek (ur. 1938, zm. 2007) – polski specjalista konstrukcji betonowych, rektor Wyższej Szkoły Inżynierskiej w Koszalinie